# لارس لرویک
لارس لرویک (انگلیسی: Lars Lervik؛ زادهٔ ۱۲ ژوئیهٔ ۱۹۷۱) فرمانده نظامی اهل نروژ است، که هم‌اکنون به‌عنوان فرمانده ارتش نروژ فعالیت می‌کند.